# 加拿大标准协会
加拿大标准协会（英語：Canadian Standards Association，简称CSA），成立于1919年，其目的是在工业界建立规则，负责制订电气领域里自愿采用的标准。CSA制订的用于安全认证的标准，适用于各种各样的电气设备，从工业用设备、商业用设备到家用电器等。

## 外部連結
- （英文） 加拿大标准协会網站（页面存档备份，存于）